# Investidura presidencial de Iván Duque
La investidura presidencial de Iván Duque se refiere al acto de posesión del nuevo presidente electo en la ciudad de Bogotá (sede de Gobierno de Colombia), que tuvo lugar el 7 de agosto de 2018.
La ceremonia se inició, como dicta la tradición, en el Palacio de San Carlos, desde donde los nuevos mandatarios y sus familias marcharon hacia la Plaza de Bolívar. Primero, marchó la vicepresidenta electa, Marta Lucía Ramírez y su familia, después lo hizo el presidente electo, Iván Duque, también acompañado de su familia. Ubicados afuera del Capitolio Nacional, sede del Congreso de la Nación, para esta ocasión se usó una alfombra azul, rompiendo con lo acostumbrado, cuando el color utilizado era el rojo. Además, se erigió una gran columna de flores que cubría la parte superior del escenario instalado.
El acto de posesión se vio empañado por las condiciones climáticas; durante parte de la tarde, hubo una ligera llovizna y vientos fuertes que alcanzaron a romper uno de los seis banderines que cubrían las columnas de la Plaza de Bolívar.

## Investidura
El presidente del Congreso, Ernesto Macías pronunció su discurso protocolario y, acto seguido, tomó el juramento a Iván Duque, mientras éste se imponía la banda presidencial.

## Discurso de Duque
Durante su discurso de posesión, el nuevo mandatario manifestó que llegaba con la idea de unir a los colombianos, tras la polarización en la que se habían visto inmersos con anterioridad.
Durante la primera parte de su discurso, Duque hizo mención del bicentenario de la independencia de Colombia, que se celebraría un año después, acto al cual invitó a los colombianos bajo la siguiente línea: “dejar los egos para forjar un propósito común”.
También compartió a los colombianos la siguiente reflexión:
“Cuando nos unimos como pueblo, nada nos detiene. Cuando todos aportamos, somos capaces de hacer realidad proezas propias que ni siquiera el realismo mágico es capaz de imaginar".
Por lo que resaltó que la historia de  pone en evidencia que Colombia es una nación valiente, laboriosa, que no se amaina al primer ruido.

## Llegada a la Casa de Nariño

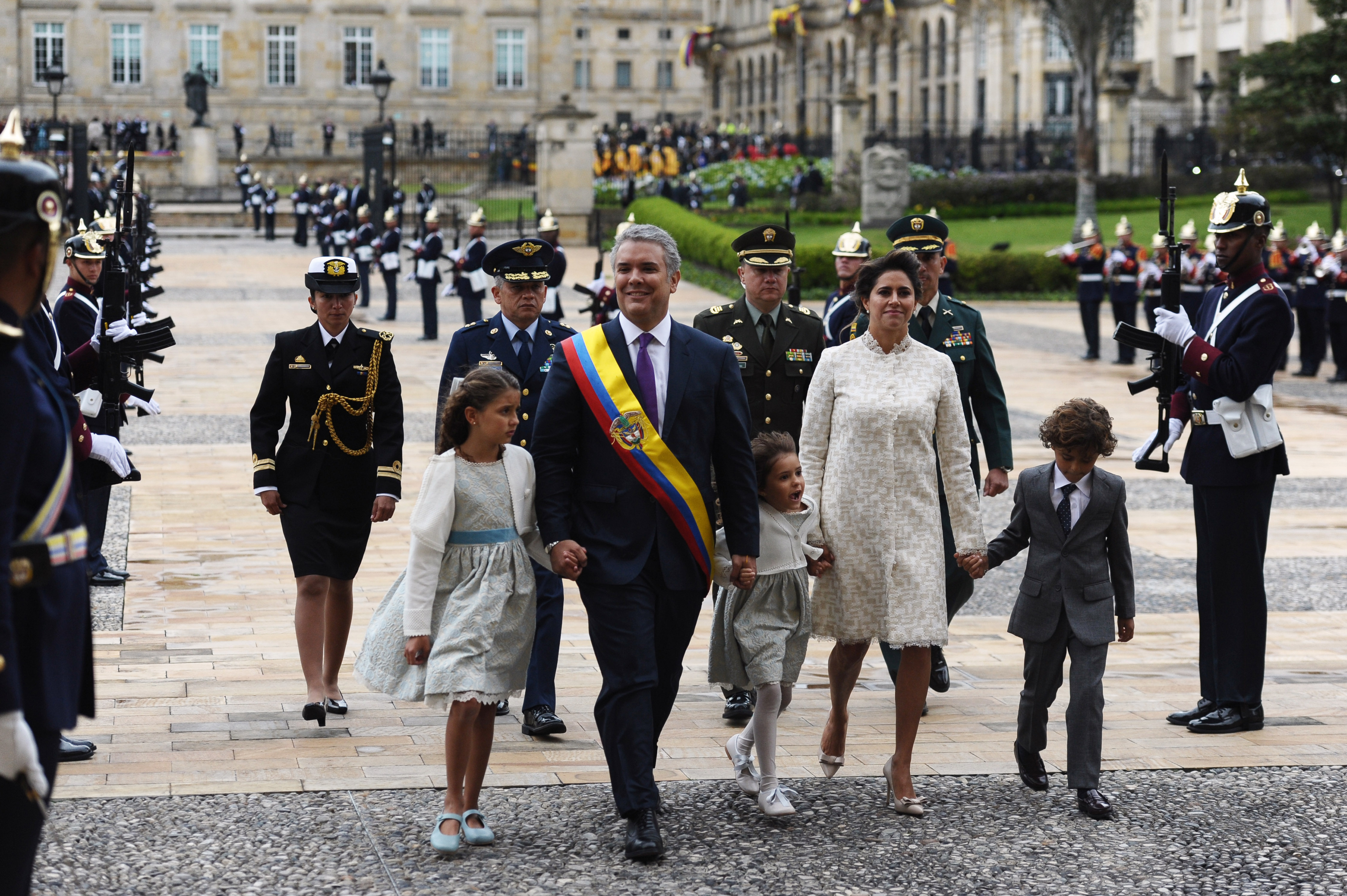
Duque y su familia siendo recibidos por la Guardia Presidencial

La tradicional caminata hacia la Casa de Nariño se realizó minutos después del discurso del recién nombrado presidente de Colombia, Iván Duque, en compañía de su esposa e hijos. La comitiva se dirigió hacia las rejas de la casa de Nariño, donde los miembros de las fuerzas militares daban a Duque el primer saludo como jefe de Estado. Acto seguido, la comitiva subió las escaleras de la casa de Nariño, donde el expresidente, Juan Manuel Santos, en compañía de su esposa María Clemencia y sus hijos, recibieron al nuevo presidente y su familia. A continuación, el expresidente Santos y su familia descendieron por las escalinatas centrales para dar su última caminata por la plaza de armas, mientras las bandas de las escuelas militares representantes de las tres armas de la nación entonaban el himno a la bandera.

## Delegaciones internacionales
Como parte del protocolo oficial para asistir a la investidura presidencial de Iván Duque, llegaron a la ciudad de Bogotá los siguientes mandatarios y funcionarios de diferentes países:
- Argentina - Presidente de 2015 a 2019 Mauricio Macri
- Bolivia - Presidente de 2006 a 2019  Evo Morales
- Chile - Presidente de 2018 a 2022 Sebastián Piñera
- Costa Rica - Presidente de 2018 a 2022 Carlos Alvarado Quesada y Vicepresidenta Epsy Campbell
- República Dominicana - Presidente de 2012 a 2022 Danilo Medina Sánchez
- Ecuador - Presidente de 2017 a 2021 Lenín Moreno
- España - Presidente de 1982 a 1996 Felipe González
- Guatemala - Presidente de 2016 a 2020 Jimmy Morales
- Honduras - Presidente de 2014 a 2022 Juan Orlando Hernández
- Panamá - Presidente de 2014 a 2019 Juan Carlos Varela
- Paraguay - Vicepresidenta en 2018 Alicia Pucheta y Ministro de Relaciones Exteriores de 2013 a 2018 Eladio Loizaga
- México - Presidente de 2012 a 2018 Enrique Peña Nieto
- Estados Unidos - Embajadora de Estados Unidos ante las Naciones Unidas, Nikki Haley.